# Synagoge (Arnstadt)

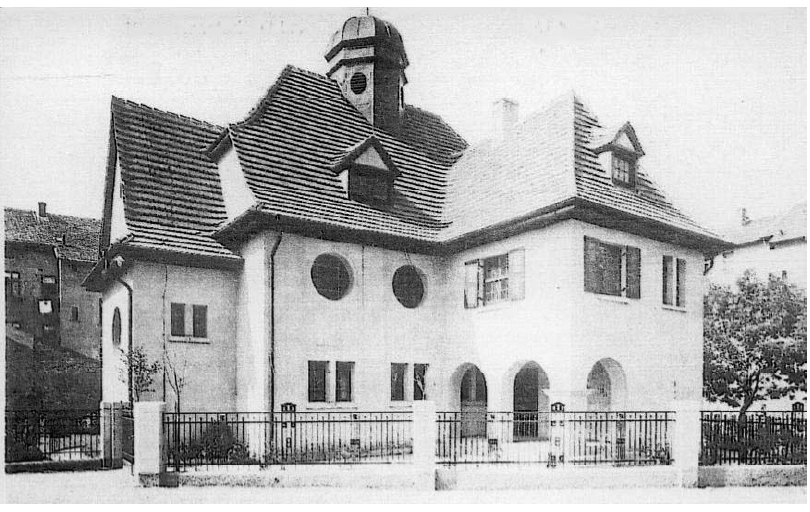
Synagoge in Arnstadt

Die Synagoge in Arnstadt, einer Kreisstadt in der Mitte von Thüringen, wurde 1913 errichtet und 1938 von den Nationalsozialisten zerstört.

## Geschichte
Die mittelalterliche Synagoge stand hinter dem Haus Erfurter Straße 17.
Zwischen 1874 und 1877 bestand ein Betsaal im Haus Ritterstraße 7.
Im Jahr 1913 wurde auf dem 600 m² großen Grundstück Krappgartenstraße 47, gegenüber der Himmelfahrtskirche, nach den Plänen des Architekten Martin Schwarz (1885–1945) die neue Synagoge erbaut und am 26. September 1913 eingeweiht.
Beim Novemberpogrom 1938 wurde sie am 10. November durch SA-Angehörige niedergebrannt. Die Kosten für den Abbruch der Ruine und die Einebnung des Grundstücks musste die jüdische Gemeinde Arnstadt übernehmen.